# Central térmica de Punta Grande
La central térmica de Punta Grande se sitúa en Arrecife, capital de la isla de Lanzarote y se compone de dos grupos de turbina de gas y con 11 grupos diésel.

## Historia
El primer grupo de turbina de gas se conectó a la red en 1988. Su potencia es de 37,5 MW. En 1998 se incorporó al parque de generación de la central otro grupo que cuenta con una potencia de 23,45 MW. Estos grupos emplean gasóleo como combustible.
Los tres primeros grupos diésel se incorporaron a la central entre 1986 y 1987. Cada uno de ellos tiene una potencia de 7,52 MW. En 1989 entraron en producción otros dos grupos diésel de 15,5 MW cada uno. En 1997 comenzó a operar un grupo de 24 MW. En 2001 y 2002 se conectaron a la red dos grupos de 18 MW.
Todos los grupos diésel utilizan gasóleo y fuel como combustible. La central ha contado con dos grupos de vapor instalados en un buque que se dieron de baja en 2004.
La central cuenta con el certificado de gestión medioambiental ISO 14001, que acredita que sus actividades se realizan de una forma respetuosa con el medio ambiente.

## Propiedad
La central térmica de Punta Grande está participada por:
- Endesa  100%